# 卡西姆·艾敏
卡西姆·艾敏（土耳其語：Kasım Emin；1865年12月1日—1908年4月22日），埃及作家，曾参加埃及独立运动、妇女解放运动，主张对《伊斯兰教法》进行革新。
他也是開羅大學創辦人之一。

## 作品
- 《妇女的解放》1899年
- 《新女性》1906年
- 《卡西姆·艾敏言论集》1908年